# Edison Chen-fényképbotrány

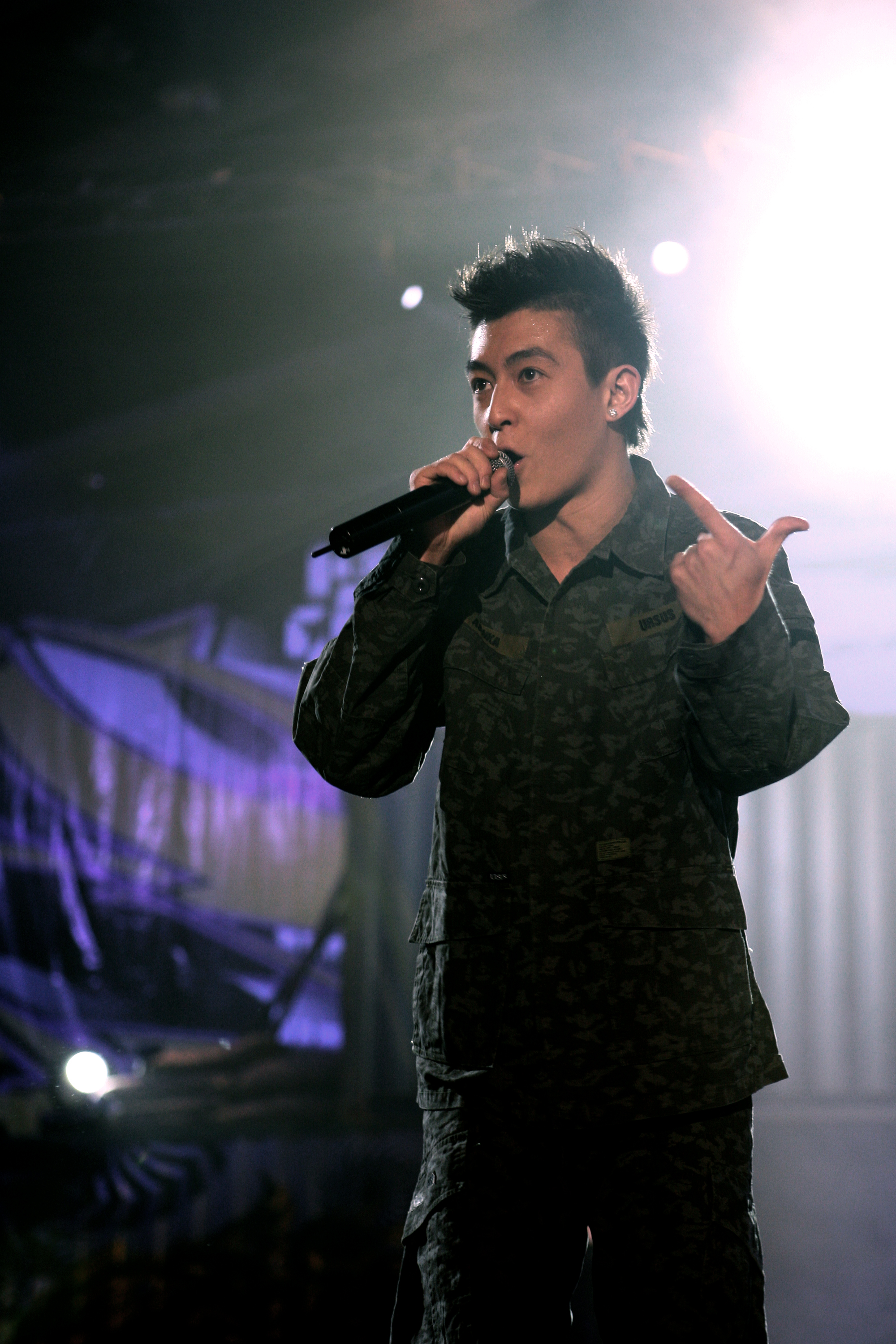
Edison Chen 2005-ben

Az Edison Chen-fényképbotrány 2008-ban történt Hongkongban, miután Edison Chen intim tartalmú magánfényképeit közzétették az interneten. A fényképeken Chen többek között olyan hírességekkel szerepelt intim kapcsolat közben, mint Gillian Chung, Bobo Chan, Rachel Ngan és Cecilia Cheung. Az esettel nem csak a helyi és a kínai sajtó foglalkozott kiemelkedő mértékben, de a világsajtó is. A botrány alapjaiban rázta meg a hongkongi szórakoztatóipart.
A hongkongi rendőrség az Interpol segítségét kérte a fényképek terjedésének megállításában. A képek terjesztésével kapcsolatosan tíz személyt vettek őrizetbe Kínában, nyolcat pedig Hongkongban. Egy számítástechnikai szakembert nyolc és fél hónap szabadságvesztésre ítéltek Chen számítógépének tisztességtelen szándékkal való kezelése miatt. A botrány kirobbanása után nem sokkal a triádok állítólag vérdíjat ajánlottak annak, aki levágja Chen kezét.
A rendőrségi akció számos kérdést vetett fel az internet-felhasználók magánjogainak és szólásszabadságának megsértése kapcsán. A rendőrség módszerei, valamint az ügyben érintett színészek és menedzsmentjeik viselkedése miatt számos internetező szemében a letartóztatottak hősökké váltak.
Chen elismerte, hogy ő a képek többségének szerzője és szerzői jogának tulajdonosa, valamint kijelentette, hogy a magánfényképeit ellopták és az engedélye nélkül töltötték fel az internetre. Nyilvánosan bocsánatot kért a képeken szereplő nőktől, és bejelentette, hogy határozatlan időre visszavonul a szórakoztatóiparból. Chen a botrány miatt számos filmszereptől elesett, és reklámszponzorai egytől-egyig visszavonták a támogatásukat.
Az esetet Ázsia legnagyobb szexbotrányaként könyvelték el.

## Háttere és kibontakozása

### Előzmények

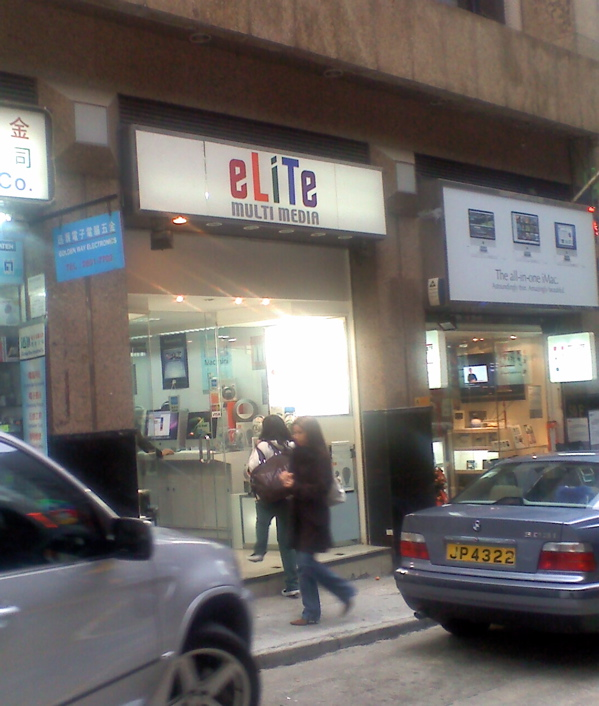
eLite Multimedia, az üzlet, ahová Chen a laptopját javíttatni vitte

2006 novemberében Edison Chen egy rózsaszín, Macintosh PowerBook márkájú laptopot vásárolt, aminek a fényképét közzétette a blogján is. A gépet valószínűleg az eLite Multimedia üzletében vásárolta Hongkong Központi kerületében. A rendőrség szerint 2008 elején Chen javíttatni vitte a gépet az üzletbe, amit követően a számítógépen található mintegy 1300 intim fénykép felkerült az internetre, valószínűsíthetően az üzlet egy vagy több alkalmazottja töltötte fel őket. Chen vallomása szerint a képeket letörölte a gépről, mielőtt beadta javíttatásra.
A fényképek feltehetően 2003 és 2006 között készültek. Chen egyik barátja utalt rá, hogy Chen szeretett fényképeket készíteni intim helyzetekben, és ezeket a képeket néhány közeli barátjának is megmutatta. A képeken szereplő nők közül néhányan helyi hírességek.

### A botrány kitörése és kibontakozása
Az első képet, melyen Chen és Gillian Chung volt látható, 2008. január 27-én, körülbelül este nyolc órakor tették fel a Hong Kong Discuss Forumra. Bár az eredeti bejegyzést pár órával később törölték, addigra a képet már áttöltötték más hongkongi fórumokra is, többek között a Uwantsra és a HKGoldenre. Chung ügynöksége, az Emperor Entertainment Group (EEG) azonnal feljelentést tett a rendőrségen. Másnap újabb fotó látott napvilágot egy másik hírességgel. Gillian Chung szabadságot vett ki, és nem volt hajlandó beszélni a történtekről. A kezdeti tagadások miatt a média azon a véleményen volt, hogy a fényképek hamisítványok.
Január 29-én délután 12:30-kor egy nagyobb felbontású kép is felkerült a világhálóra, a rajta szereplő nő pedig nagyon hasonlított Cecilia Cheungra. Délután 3-kor újabb négy képet tettek közzé, majd Cecilia Cheung egy meztelen fényképét este 6-kor. Az újságírók megállapították, hogy a képek Edison Chen lakásán készültek, mivel korábban már készült videófelvétel Chen otthonáról. Cheung ügyvédei elítélték a feltöltést.
A China News Service (CNS) riportja szerint több mint száz rendőr kezdte meg a nyomozást, Vincent Wong rendőrfőkapitány-helyettes azonban kijelentette, hogy a nyomozócsoport 19 főből állt. A fényképeket szakértők vizsgálták meg, akik úgy vélték, nem valószínű, hogy a képeket digitálisan megváltoztatták volna.
A rendőrség több mint 200, internetes weboldalakért és fórumokért felelős hongkongi személlyel találkozott, akiket sürgettek, hogy tegyenek meg mindent a képek eltávolításáért. A témában megjelent fórum-hozzászólásokat törölték. A helyi szolgáltatóktól lekérték a felhasználók adatait, és kikérték harminc olyan felhasználó IP-címét, akik valószínűsíthetően képeket töltöttek fel.
A nyolcadik fénykép kikerülése után Chen csendben Bostonba repült a barátnőjével, Vincy Yeunggal (楊永晴). 2008. február 4-én Chen közzétett egy 90 másodperces videót angolul, amelyben bocsánatot kért a képek miatt meghurcoltaktól, de nem kommentálta a képek valódiságát.
Február 6-án a rendőrségi nyomozás ellenére egy fórumozó több száz képet töltött fel az internetre. A Kirának keresztelt felhasználó kijelentette, hogy nem Hongkongban van és hogy másnap egy 32 perces videófelvételt is közzé fog tenni. Két nappal később egy zuhanyozó fiatal nő képei jelentek meg az interneten. A nőt Vincy Yeungként azonosították, aki Chen akkori barátnője és az EEG igazgatójának unokahúga volt.
Az ügyben szereplők közül Gillian Chung jelent meg először nyilvánosan. Február 11-én, egy újévi ünnepségen való megjelenését követően Chung rövid nyilatkozatban bocsánatot kért a „naivitása” és „butasága” miatt, kijelentve, hogy azóta „felnőtté vált”. Az EEG közleményben fejtette ki, hogy a továbbiakban sem ők, sem a művészeik nem nyilatkoznak az üggyel kapcsolatban. A sajtótájékoztató vegyes fogadtatással ért véget, volt, aki dicsérte Chungot, amiért ki mert állni a nyilvánosság elé, mások szerint azonban nem volt őszinte és nem volt hajlandó érdemben szembenézni a botránnyal. Február 14-én két újabb kép jelent meg, az egyiken egy ismeretlen nő, a másikon Rachel Ngan szerepelt.
Chen február 21-én tért vissza Hongkongba és sajtótájékoztatót tartott, melynek keretében megerősítette, hogy a képek privát céllal készültek és valóban az ő tulajdonát képezték. Chen kijelentette, a hogy a képeket a tudta és engedélye nélkül szerezték meg és tették publikussá, valamint ismételten bocsánatot kért az érintett nőktől és családjaiktól. Ügyvédje hangsúlyozta, hogy a képek részleges vagy teljes reprodukciója a szerzői jog megsértése.
Február 26-án a Sing Tao Daily leközölte, hogy a rendőrség lemezeket és egyéb tárolóeszközöket foglalt le Chen otthonában, amelyeken több mint 10 000 fotó volt. A nyomozást átmenetileg hátráltatta Chen elővigyázatossága, valamint az együttműködés hiánya az új képeken felfedezett nők részéről: néhányuk elhagyta a várost, egyikük pedig már korábban letagadta, hogy készült volna róla fotó. A rendőrség arra gyanakodott, hogy Chent esetleg meg is zsarolták, az énekes azonban tagadott.

#### Statisztika
| Név            | Kínaiul és átírva                        | Képek száma (2008. február 10.) |
| -------------- | ---------------------------------------- | ------------------------------- |
| Cecilia Cheung | 张栢芝 Cőng Pák-cí (Zoeng Baak-zi)       | 143                             |
| Bobo Chan      | 陈文媛 Chan Man-jűn (Can Man-yjun)       | 116                             |
| Gillian Chung  | 钟欣桐 Cung Jan-thung (Zung Jan-tung)    | 104                             |
| Candice Chan   | 陈思慧 Chan Szí-vaj (Can Si-wai)         | 48                              |
| Mandy Chen     | 陈育嬬 Chan Juk-jű (Can Juk-jyu)         | 40                              |
| Rachel Ngan    | 颜颖思 Ngán Ving-szí (Ngaan Wing-si)     | 13                              |
| Vincy Yeung    | 杨永晴 Jőng Ving-cheng (Joeng Wing-ceng) | 3                               |
| Összesen       | Összesen                                 | 465                             |

## Rendőrségi akció

### Hongkong

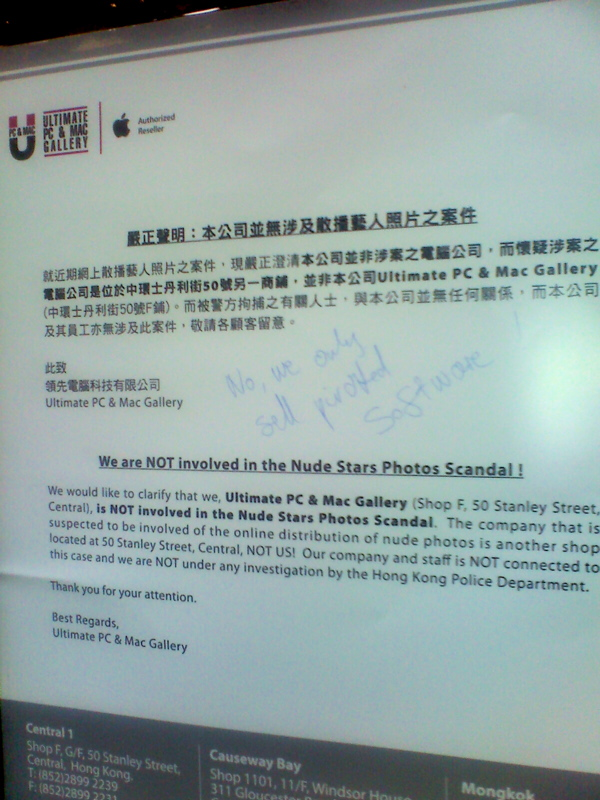
Az eLite Multimedia melletti számítástechnikai üzlet jelzi a vevőknek, hogy nem őket vizsgálja a rendőrség

2008. január 31-én a 29 éves, munkanélküli Cung Jik-tín (Zung Jik-tin)t letartóztatták egy kép valószínűsíthető feltöltése miatt; összesen 12 képet találtak a számítógépén. Másnap vádat emeltek ellene, de megtagadták tőle az óvadék lehetőségét, mivel felmerült a gyanú, hogy zsarolni próbálta a képeken szereplőket. Nyolc héttel később folytatódott a tárgyalás, és a nyomozás megállapította, hogy nem történt zsarolás. Február 15-én a Cung (Zung) elleni vádakat ejtették.
Február 2-án négy férfit és két nőt tartóztattak le a képek terjesztésének vádjával, közülük három férfit és egy nőt 20 000 HK$ óvadék fejében szabadlábra helyeztek. A rendőrség úgy nyilatkozott, hogy amikor Chen javíttatni vitte a gépét, valószínűleg a bolt alkalmazottai titokban átmásoltak róla mintegy 1300 képet.
Február 4-én egy 29 éves férfi lett a nyolcadik letartóztatott a képek terjesztésének vádjával. Aznap a 23 éves Szí Hó-szűn (Si Ho-syun)t (史可雋) is letartóztatták, „számítógép tisztességtelen szándékú használata” miatt. A férfit másnap állították bíróság elé, ahol is tagadta a vádakat, és 50 000 HK$ óvadék fejében elengedték. A tárgyalást február 22-ig elnapolták.
Vong rendőrkapitány-helyettes szerint a képek forrását sikerült kideríteni, de részleteket nem árult el. Hozzátette, hogy a képek eredetiségéhez nem fér kétség. A képeken szereplő nőket nem nevezte meg. Abban is biztos volt, hogy külföldi hírességek nem szerepeltek a képeken. Vong szerint nem számít bűncselekménynek a képek ismerősöknek való megmutatása, de az internetre való feltöltése a hongkongi törvényekbe ütközőnek számíthat. Kijelentését többen úgy értelmezték, hogy e-mailben lehet küldözgetni a képeket a „barátoknak”.
Február 5-én újabb gyanúsítottat helyeztek szabadlábra, és ezzel egy időben újabb hat kép jelent meg az interneten. A kínai újév első óráiban több száz képet töltöttek fel, és újabb három nőt azonosítottak a fotókon.
A rendőrség február 10-én újabb gyanúsítottat állított elő, a 24 éves szállítmányozási szakember Kvok Cun-vaj (Kwok Chun-wai)t, akit pornográfia terjesztésével vádoltak meg. A férfi állítólag egy több mint száz fotót tartalmazó tömörített fájlt töltött fel egy ciprusi weboldalra, aminek a linkjét egy hongkongi fórumon osztotta meg. Kvokot 10 000 hongkongi dollár óvadékkal szabadon engedték. Júliusban a férfi elismerte a bűnösségét „obszcén tartalom” három rendbeli publikálása vádjában, amiért egyenként két hónap börtönbüntetésre ítélték, két évre felfüggesztve.

### Kontinentális Kína
A kínai weboldalak sokkal érzékenyebben szűrik a politikai tárgyú cikkeket, mint a pornográfiát, így a nagy szolgáltatók, mint a Baidu is, hetekig nem tettek semmit a képek szűrése érdekében. Ez idő alatt a fényképek megjelentek a népszerű Tianya Club chatoldalon is, ahol naponta több mint húszmillió alkalommal tekintették meg őket.
Február 20. környékén végül a kínai hatóságok is felléptek a fényképeket CD-n árulók ellen. Sencsenben (Shenzhenben) tíz személyt tartóztattak le CD-írás vádjával. A pekingi hatóságok február 21-én kijelentették, hogy a képek küldése, blogokra vagy fórumokra való feltöltése akár 15 napos elzárással is büntethető, akkor is, ha nem volt mögötte pénzszerzési motiváció, valamint a 200-nál több képet tartalmazó fájlcsomagok küldése az interneten vádemelési eljárást von maga után.

### Tajvan
Tajvanon Tajpej megyében egy Huang Vej-lun (Huang Wei-lun) nevű 24 éves férfit tartóztatott le a rendőrség, mert valószínűsíthetően fényképeket és videókat tett fel a blogjára, és pontos utasításokat adott az internetezőknek, hogyan tölthetik le a fényképeket. Kaohsziungban (Kaohsiungban) a rendőrség rajtaütött olyan üzleteken és illegális standokon, ahol a CD-ket 100 tajvani dollárért árulták. Egy szemtanú szerint erre nem volt szükség, mivel a fiatalok ingyen is hozzáférhettek a képekhez az interneten, a CD-k nem fogytak jól.

## Jogi problémák

### Szólásszabadság

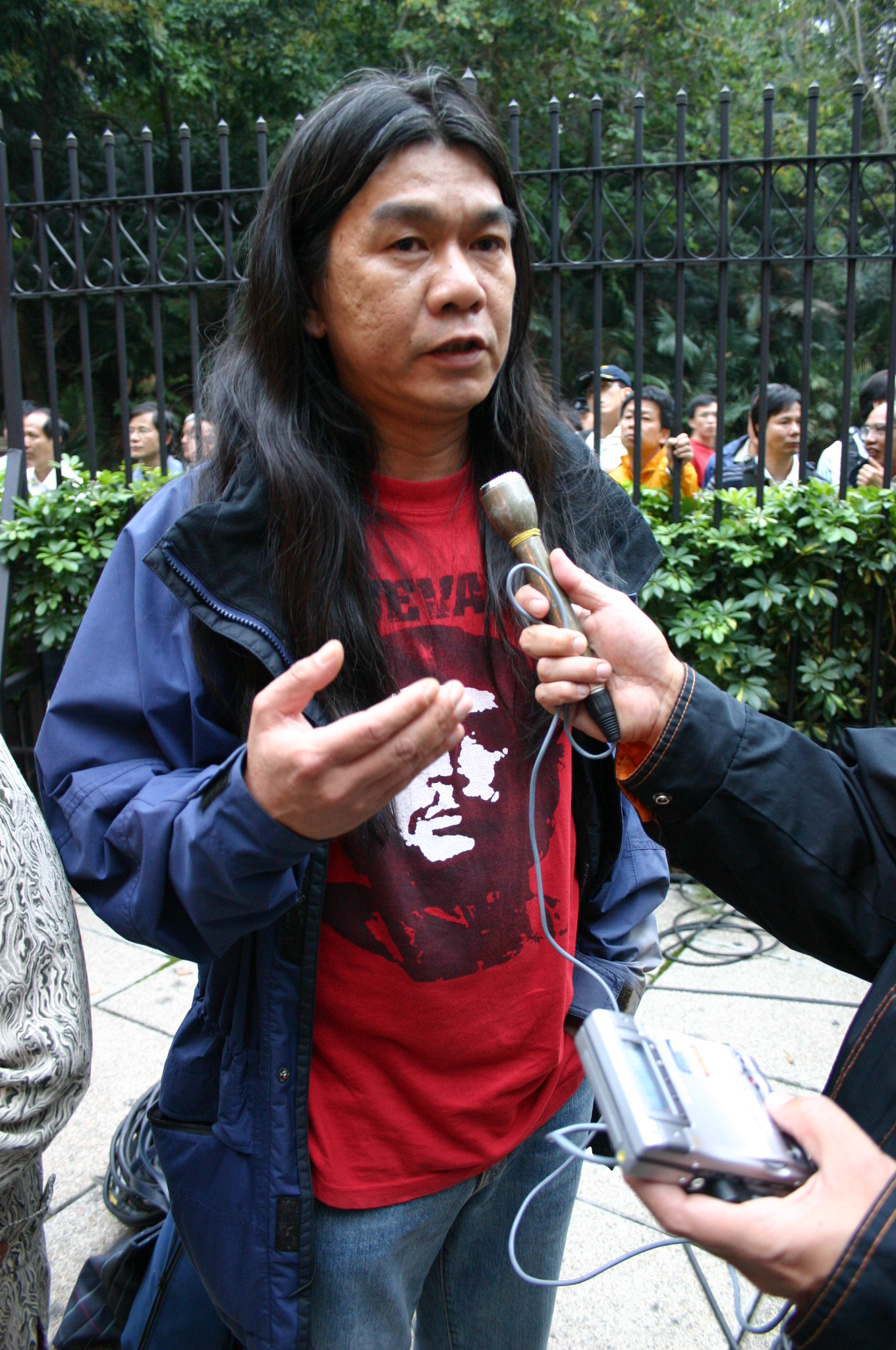
Lőng „Longhair” Kvok-hung (Loeng „Longhair” Gwok-hung) politikus, aki többször is felszólalt az ügy kapcsán vélt törvénysértések miatt

Tang King-ching (Dang Ging-cing) (鄧竟成) rendőrfőkapitány február 2-án figyelmeztetett, hogy akinek a számítógépén található másolat Chen képeiből, az valószínűleg törvényt sért, akkor is, ha nem terjesztette őket. Lőng Kvok-hung (Loeng Gwok-hung) politikus mintegy két tucat tüntetővel vonult a főkapitányság épületéhez demonstrálni, azzal vádolva a rendőrséget, hogy összezavarják az embereket és megfélemlítik az internetezőket. Felszólította a főkapitányt, hogy tegyen egyértelmű kijelentést arra vonatkozóan, hogy a képek megtartása is törvénybe ütköző-e.

### A törvény szelektív alkalmazása
Az ügy felvetette azt a problémát is, hogy a rendőrség korábbi pornográfia-terjesztési ügyekkel összehasonlítva itt szelektíven alkalmazta a törvényeket. Regina Ip politikusnő szerint a törvények szelektív alkalmazása mindig is gyakorlat volt, mivel lehetetlen lenne minden egyes szabálysértőt letartóztatni. Az Internet Társaság helyi szervezetének elnöke ugyancsak úgy vélte, nem lenne praktikus, ha a rendőrség minden egyes közlekedési szabálysértőt megbüntetne.
Cung Jik-tín (Zung Jik-tin) óvadékkérelmének megtagadását is szubjektív döntésnek ítélték meg, Ronny Tong politikus szerint a rendőrség megalázta a gyanúsítottat az elsietett akciójukkal.
A Ming Pao napilap is beszámolt arról a közfelháborodásról, amit a törvény szelektívnek ítélt alkalmazása váltott ki. Különösen az váltott ki éles kritikát, hogy a kevésbé súlyos törvénysértéssel vádolt egyik gyanúsítottól megtagadták az óvadékot, míg két másik, súlyosabb törvénysértést elkövető vádlottat óvadék ellenében szabadlábra helyeztek. Az Apple Daily „álszentnek” nevezte a rendőrségi akciót, az internetezők megfélemlítéséről beszélt, és megkérdőjelezte a rendőrség munkáját, mivel úgy kezdték el a letartóztatásokat, hogy a feltételezett károsultat (Edison Chent) ki sem hallgatták.

### Azobszcenitásdefiníciója
Hongkongban Erkölcsbíróság működik, „obszcénnek” (淫褻) ítélt tartalom publikálásáért legfeljebb három év szabadságvesztés jár, „illetlennek” minősített tartalom publikálásáért legfeljebb 12 hónap. A Ming Pao újság öt fényképet küldött be az Erkölcsbíróságra elbírálásért. Három ezek közül „illetlen”, kettő pedig „obszcén” minősítést kapott. A Cung Jik-tín (Zung Jik-tin) által közzétett egy darab fénykép utólagosan „illetlen” minősítést kapott. Az újság szerint így elképzelhető, hogy a férfi ellen nem a megfelelő bűncselekményért emeltek vádat. Mivel a törvény csak azután lép érvénybe, hogy az Erkölcsbíróság minősítette a tartalmat, a rendőrség viszont minősítés előtt emelt vádat Cung (Zung) ellen, a letartóztatás akár jogellenesnek is minősíthető.

## Tárgyalás
Bár Edison Chen együttműködéséről biztosította a hatóságokat, testi épségét féltve nem volt hajlandó visszatérni Hongkongba a kihallgatásra, mivel fenyegető telefont kapott. 2009 februárjában négy ügyvédet és egy bírót az adófizetők költségén Vancouverbe utaztattak Chen kihallgatására. Ronny Tong politikus pazarlásnak nevezte az eljárást, szerinte más, költséghatékonyabb módot is lehetett volna találni a tanúvallomás felvételére.
A meghallgatás Brit Columbia Legfelsőbb Bíróságán, hongkongi törvények szerint, kanadai és hongkongi bírók előtt zajlott. Chen vallomásában elismerte, hogy a képek az ő gépéről származnak, valamint bírói utasításra megnevezte a képeken szereplő nőket is (köztük Cecilia Cheungot, Gillian Chungot, Bobo Chant és Rachel Ngant). Chen azt vallotta, hogy a képeket a nők tudtával és beleegyezésével készítette és másoknak nem mutatta meg, valamint a gép szervizbe adása előtt a képeket letörölte a merevlemezről.
Szí Hó-szűn (Si Ho-syun) számítástechnikust 2009. május 13-án „számítógép tisztességtelen szándékú használata” miatt nyolc és fél hónap börtönbütetésre ítélték. Arra azonban nem volt bizonyíték, hogy ő töltötte volna fel a képeket az internetre. A bíró szerint a férfi megsértette a munkáltató és a munkavállaló közötti szerződést, valamint „az érintettek magánszféráját, rendkívül veszélyes helyzetbe sodorva őket”.

## Hatása és következményei
A botrányról a nemzetközi sajtó is beszámolt, többek között a CNN, a The Wall Street Journal, a The New York Times, a The Economist, az MSNBC, a BBC, a The Guardian, a Le Monde és a Der Spiegel.

### Rendőrség

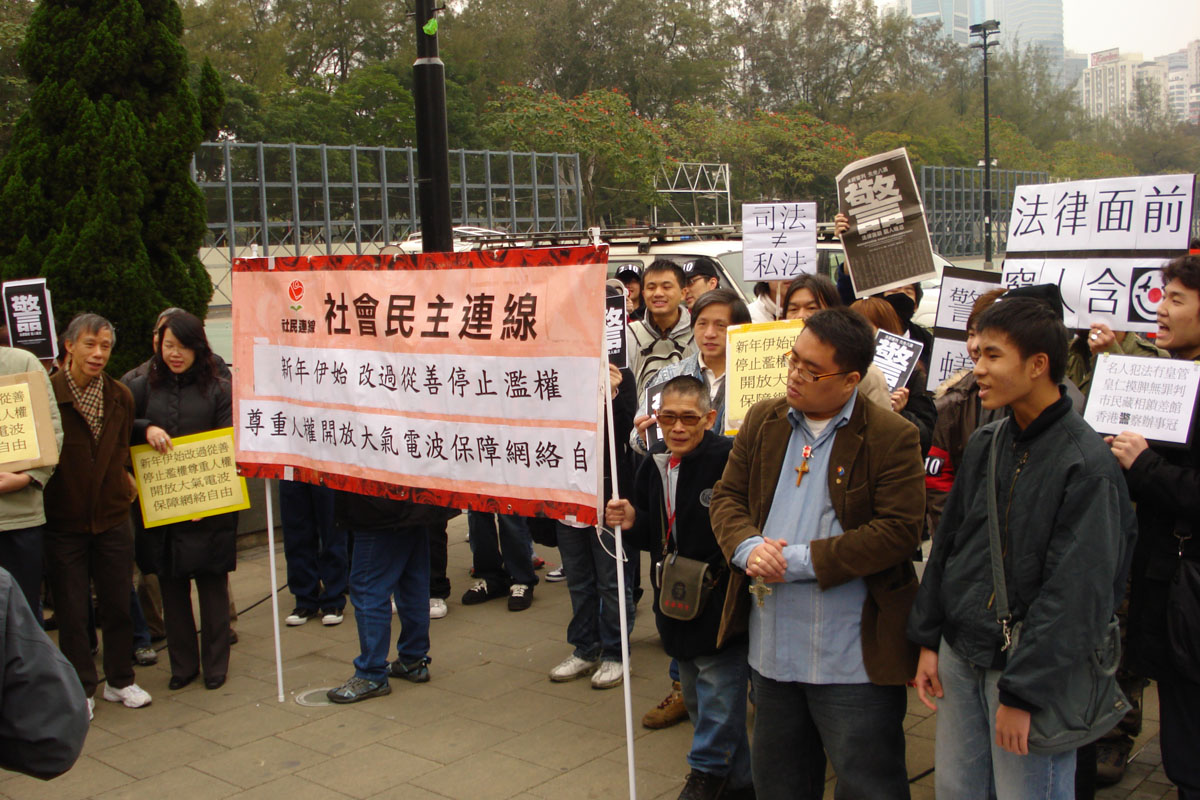
Tüntetők a Victoria Parkban február 10-én

2008. február 3-án Lőng Kvok-hung (Loeng Gwok-hung) politikus egy kisebb csoporttal együtt tüntetett hatalommal való visszaélés miatt. Egy héttel később nagyobb tömeg gyűlt össze a törvény „diszkriminatív” alkalmazása kapcsán. A tüntetők szerint mivel az ügyben hírességek voltak érdekeltek, a rendőrség kettős mércével élt: a tiltakozók szerint a rendőrség más hasonló ügyeket nem is vizsgált. Körülbelül 300 internetező vonult a Victoria Parkból a Váncaj (Wan Chai) kerületben található rendőrfőkapitányság elé és petíciót adtak át, melyben követelték, hogy a rendőrség nyilvánosan kérjen bocsánatot, eressze szabadon Cung Jik-tín (Zung Jik-tin)t és hagyjon fel a „hatalommal való visszaéléssel”, valamint követelték a főkapitány lemondását. A botrány kapcsán az emberek egyéb olyan esetre is felhívták a figyelmet, amelyek szerintük rávilágítanak a hongkongi rendőrség elfogultságára, ilyen esetek voltak Cindy Kong főfelügyelő és az üzletember Peter Lam autóbalesetei.
A rendőrséget éles kritika érte az eset kapcsán, a Demokrata Párt által megkérdezett 687 lakos mintegy fele vélte úgy, hogy a rendőrség rosszul kezelte az ügyet, több mint 70% érezte úgy, hogy a rendőrségnek definiálnia kellene a törvényben írtakat, és 51% gondolta úgy, hogy Cung (Zung) letartóztatása pusztán az internetezők megfélemlítését szolgálta. A rendőrség azonban ragaszkodott hozzá, hogy nem követtek el hibát, a törvény szerint jártak el és nem tértek el a megszokott gyakorlattól.

### Edison Chen
2008 februárjában a botrány miatt Chen nem kapta meg az előzetesen neki szánt szerepet Stephen Fung Jump című filmjében. Ugyancsak a botrány miatt a Manhattan Titanium hitelkártya-társaság is felmondta a Chennel kötött reklámszerződését. Chen közben az amerikai A sötét lovag című filmet forgatta, de a jelenetei nagy részét kivágták, egy rövid cameoszerepben látható csak, mint recepciós. Az LA Times értesülései szerint további szponzorok álltak el a Chennel való szerződéskötéstől vagy mondták vissza a szerződést vele, többek között a Pepsi China, a Standard Chartered Bank, a Samsung, a Levi's és a hongkongi metró.
Amikor 2008. február 21-én Chen visszatért Hongkongba, száz rendőrt vezényeltek ki a sajtókonferenciára, amit többen is nehezményeztek és túlzásnak véltek. A rendőrség szerint a nagy számú jelenlétükre a rend fenntartásához azért volt szükség, mert az ügy rendkívüli nyilvánosságot és médiafigyelmet kapott. Egyes értesülések szerint a triádok 500 000 hongkongi dollárt ajánlottak annak, aki levágja Chen kezét.
2009. március 12-én a Cable TV Hong Kong irodája fenyegető levelet kapott, melyhez egy lövedéket mellékeltek. A boríték szerint a levelet a pennsylvaniai Allentownban adták fel, de a rendőrség nem zárta ki a cím hamis voltának lehetőségét sem. Az angolul írt levélben az ismeretlen feladó megfenyegette Chent, hogy ha nyilvános szereplésre szánja el magát, veszélybe fog kerülni a testi épsége. Peter Lam, Chen korábbi menedzsere elítélte a fenyegetést, szerinte a popsztár ugyan követett el hibákat, de nem olyasmit, amiért halált érdemelne.
Chen még 2008-ban bejelentette, hogy határozatlan időre visszavonul a szórakoztatóiparból, azonban 2009 áprilisában mégis megjelent Szingapúrban, The Sniper című filmje népszerűsítésére, a halálos fenyegetések ellenére. A filmet eredetileg 2008-ban mutatták volna be, de a fényképbotrány miatt elhalasztották a premiert. Chen 2010 októberében Confusion című lemezével tért vissza a szórakoztatóiparba.

### Cecilia Cheung
A meghallgatást követően egy tévéműsorban Cecilia Cheung „hazugnak” nevezte Chent, azzal vádolva az énekest, hogy csak a nyilvánosság kegyeit keresi és valójában soha semmit nem tett annak érdekében, hogy megvédje a képeken szereplő nőket. Cheung szerint az énekes nemhogy bocsánatot nem kért egyik nőtől sem, de a telefonját sem volt hajlandó felvenni nekik a botrány kitörése után. Cheung körülbelül egy évig nem vállalt munkát, hogy „a családjára koncentrálhasson”. Bár több újság is úgy vélte, a botrány megrendítette Cheung és Nicholas Tse házasságát, Tse tagadta a feltételezést, ahogy azt is, hogy az esetnek bármiféle hatása lett volna a karrierjükre (Cheung akkoriban nem dolgozott, otthon volt hat hónapos kisfiukkal).

### Gillian Chung
A botrány kirobbanásakor az újságok arról számoltak be, hogy Chung megpróbált öngyilkos lenni. Az Emperor Entertainment és Charlene Choi, akivel Chung a Twins popduót alkotja, tagadta a feltételezéseket. Később az énekes-színésznő egy interjúban bevallotta, hogy valóban fontolgatta az öngyilkosságot, csak a szeretteire való tekintettel mondott le róla.
A mindaddig makulátlan imidzzsel rendelkező Chung támogatásától elálltak a szponzorok, például a hongkongi Disneyland. Az együttes áprilisra tervezett hongkongi koncertjét szeptemberre halasztották. Chung február 17-én részt vett egy jótékonysági műsorban, amit követően több mint kétezer panasz érkezett a helyi hírközlési hatósághoz és a TVB televízióadóhoz. Február 21-én a hírközlési hatóság úgy döntött, a panaszok a hatáskörén kívül esnek, és minden levelezést a TVB-hez irányított. Február 28-án a South China Morning Post arról számolt be, hogy a botrány miatt Gillian Chung és Nicholas Tse (Cecilia Cheung férje) nem vehetnek részt a pekingi olimpiai játékok megnyitóján. Nicholas Tse végül mégis felléphetett a záró ceremónián.
2008 júliusában a Twins ideiglenesen feloszlott, a két énekesnő reményét fejezte ki, hogy egy nap újra felléphetnek együtt. A botrány ideje alatt Chung nem kapott fizetést, és nehezen tudta a lakása bérleti díját kifizetni.
2009 márciusában a TVB-nek adott interjúban Chung úgy nyilatkozott, hogy akkoriban annyira szerelmes volt Chenbe, hogy hajlandó volt a fényképezést vállalni, csak hogy el ne veszítse a férfi szerelmét. Akárcsak Cecilia Cheung, Gillian Chung is felrótta Chennek, hogy nem kért tőle személyesen bocsánatot.

### További érintettek
Jolin Tsai és Elva Hsiao korábban többször is dolgozott Edison Chennel, hírbe is hozták mindkét nőt vele. A botrány után a két énekesnő közölte, hogy soha nem volt ilyen jellegű kapcsolata Chennel, és mindketten 100 millió TWD jutalmat ajánlottak annak, akinek jogi úton sikerül bebizonyítania, hogy szerepelnek a képeken. Tsai követelte, hogy a hongkongi rendőrség tegye közzé a képeken szereplő nők nevét, hogy tisztázhassák azokat, akiknek semmi közük az ügyhöz.

### Média
A botrány megdöbbentette a lakosságot és heves vitát robbantott ki a szexuális erkölcsről. A mód, ahogyan a helyi sajtó tálalta és kezelte az ügyet, szintén éles kritikát kapott. A TELA (Television and Entertainment Licensing Authority, Televízió- és Szórakoztatóipari Engedélykiadó Hatóság) szerint legalább két magazin megsértette az Erkölcstörvényt (Obscene Articles Ordinance), ennek megfelelően egy-egy lapszámot beküldtek az Erkölcsbíróságra (OAT) elbírálás céljából. Az OAT szerint a magazinokban megjelenő képek nem voltak sem obszcének, sem illetlenek, a TELA azonban nyilvános meghallgatást követelt az ügyben. A ügy miatt támadták az OAT ítélkezési módját és az Erkölcstörvényt is, korábban Michelangelo Dávidját például az OAT „illetlennek” minősítette.
A képek jórészt a Baidu Tieba nevű képmegosztó szolgáltatása révén jutottak el a kontinentális Kínába. A Beijing Network News Council (BNNC) 2008. február 18-ai ülésén tárgyalta a „romantikus képek” ügyét, és elmarasztalta a Baidut a képek terjesztéséért. A BNCC dicsérte azokat a weboldalakat, köztük a Sohut, Sinát és Netease-t, amelyek megpróbáltak gátat szabni a terjesztésnek.

## Fordítás
- Ez a szócikk részben vagy egészben  az   Edison Chen photo scandal című angol Wikipédia-szócikk ezen változatának fordításán alapul.  Az eredeti cikk szerkesztőit annak laptörténete sorolja fel. Ez a jelzés csupán a megfogalmazás eredetét és a szerzői jogokat jelzi, nem szolgál a cikkben szereplő információk forrásmegjelöléseként.